# 할리치

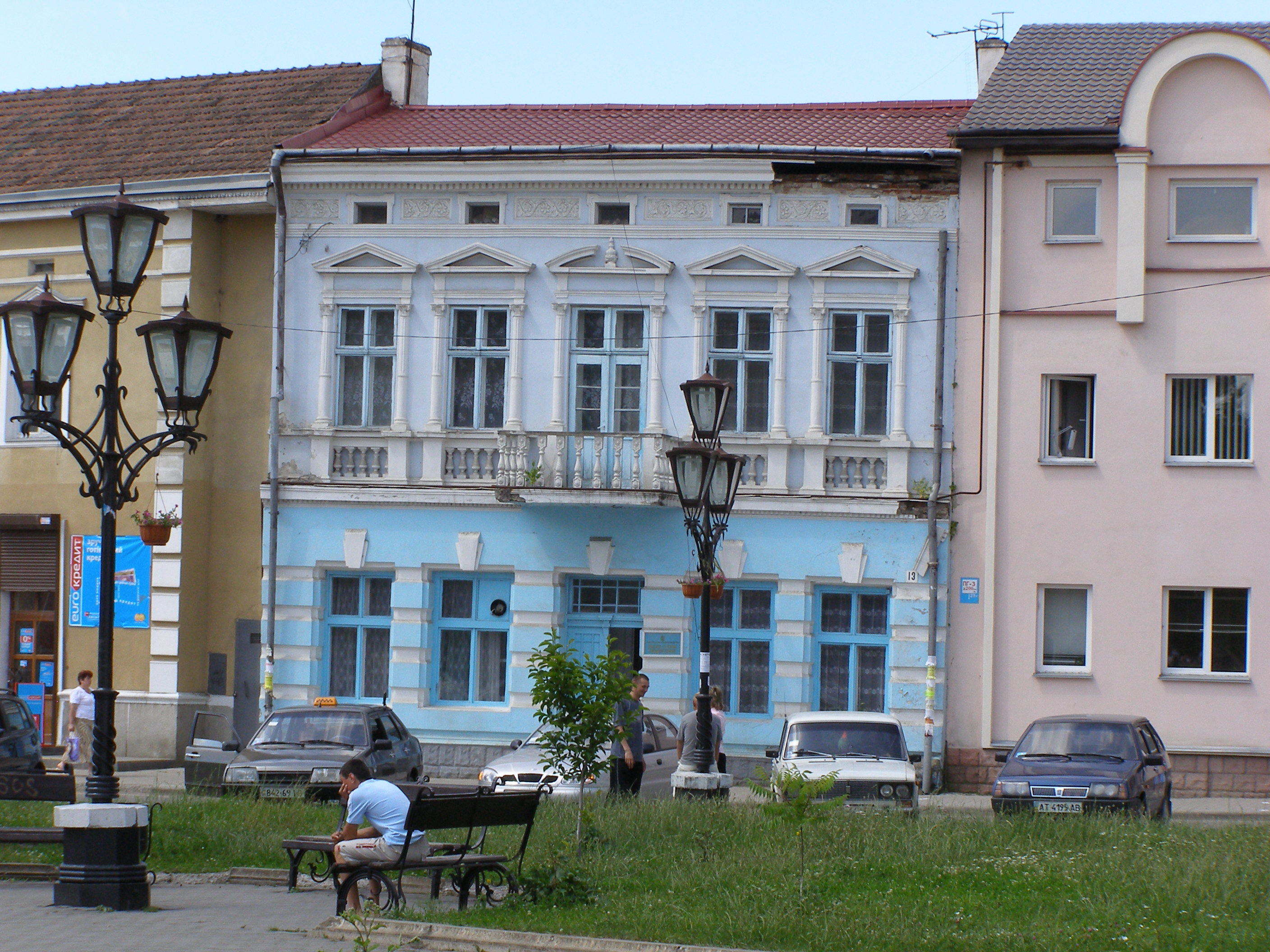
할리치

할리치(우크라이나어: Галич)는 우크라이나 서부에 위치한 이바노프란키우스크주의 도시로 면적은 24.67km2, 인구는 6,307명(2011년 기준)이다. 드네스트르강과 접하며 이바노프란키우스크(이바노프란키우스크주의 주도)에서 북쪽으로 26km 정도 떨어진 곳에 위치한다.